# Acheliidae
Acheliidae är en familj av havsspindlar. Acheliidae ingår i ordningen Pantopoda, klassen havsspindlar, fylumet leddjur och riket djur.
Familjen innehåller bara släktet Achelia.